# Trichanthodium
Trichanthodium es un género de plantas con flores perteneciente a la familia de las asteráceas. Comprende 5 especies descritas y de estas, solo 4  aceptadas. Es originario de Australia.

## Taxonomía
El género fue descrito por Sond. & F.Muell.   y publicado en Linnaea25: 521. 1852[1853]. 	La especie tipo es: Trichanthodium skirrophorum Sond. & F.Muell. ex Sond.

## Especies
A continuación se brinda un listado de las especies del género Trichanthodium aceptadas hasta agosto de 2012, ordenadas alfabéticamente. Para cada una se indica el nombre binomial seguido del autor, abreviado según las convenciones y usos.
- Trichanthodium baracchianum (Ewart & Jean White) P.S.Short
- Trichanthodium exilis (W.Fitzg.) P.S.Short
- Trichanthodium scarlettianum P.S.Short
- Trichanthodium skirrophorum Sond. & F.Muell. ex Sond.